# کاتالینا پرز (بازیکن فوتبال، زاده ۱۹۹۴)
کاتالینا پرز (انگلیسی: Catalina Pérez؛ زادهٔ ۸ نوامبر ۱۹۹۴) بازیکن فوتبال اهل کلمبیا است.
وی همچنین در تیم‌های ملی فوتبال Colombia women's national under-20 football team و تیم ملی فوتبال زنان کلمبیا بازی کرده‌است.
وی در مسابقات کشوری و بین‌المللی در مجموع برندهٔ ۱ مدال طلا شده‌است.